# No seas tan cruel
«No seas tan cruel» es el nombre de una canción del grupo Timbiriche
interpretada por Eduardo Capetillo. Fue el primer sencillo que interpretó el cantante en la banda mexicana; esta canción sirvió para promocionar a su nuevo integrante, sustituyendo a Benny Ibarra y originalmente sería insertada en una reedición del disco Rock Show, pero se decidió guardar para el siguiente álbum Timbiriche VII, la canción fue lanzada a Finales de 1986. Sería el último sencillo en el que Sasha Sokol participa dentro de Timbiriche, ya en las siguientes interpretaciones aparecería Thalia en los coros como nueva integrante.

## Video
El video fue lanzado en 1986. En él se observa a los entonces integrantes del grupo en un baile dentro de un salón con ambientación de los años 60´s, Eduardo aparece con un traje blanco y a su alrededor se encuentran Sasha, Alix, Paulina y Mariana, quienes hacen los coros en la grabación.
Cabe mencionar que Diego Schoening y Erik Rubín aparecen brevemente en el video, en las escaleras del salón de baile.

## Posicionamiento
| Listas                           | Posición |
| -------------------------------- | -------- |
| Chile Top 100                    | 2        |
| Latin America Top 100            | 3        |
| México Top 100                   | 4        |
| Venezuela Top 40                 | 1        |
| U.S. Billboard Latin Pop Airplay | 3        |

- Datos: Q6043938